# Otłoczyni vonatkatasztrófa
Az otłoczyni vonatkatasztrófa egy vonatbaleset volt, amely 1980. augusztus 19-én történt Otłoczyn városa mellett, a Kujávia-pomerániai vajdaságban, Lengyelország északi részén. Reggel 4:30 perckor egy tehervonat összeütközött egy személyszállító vonattal, amely a Toruń főpályaudvar felől Łódź Kaliska pályaudvar felé tartott. A baleset következtében 65 ember életét vesztette, 64 ember megsérült, akik közül további két áldozat később halt bele sérüléseibe (ezért összesen 67 halálos áldozatot követelt a tragédia). A második világháborút követően ez volt a legsúlyosabb vonatszerencsétlenség Lengyelország történetében.

## A baleset háttere

### A tehervonat
1980. augusztus 19-én kora reggel az akkor 43 éves Mieczyslaw Roschek mozdonyvezető utasítást kapott, hogy a 11599-es számú tehervonattal hajtson ki a Otłoczyn állomásról, a közeli Wrocki felé. Roscheket a későbbiekben bűnösnek találták a baleset okozásában, mivel a vasúti munkaügyi előírásokat figyelmen kívül hagyva már 25 órája dolgozott a baleset idején. A toruńi pályaudvar vezetése szerint a mérnök feltehetően hazudott a munkaidő kezdetéről, hogy több túlórapótlékot kaphasson. Emiatt feltehetően 8 óránál többet valószínűleg nem dolgozott egyhuzamban a balesetet megelőzően.
Augusztus 18-19-én éjjel Roschek és egy másik mozdonyvezető, Andrzej Bogusz megérkeztek az otłoczyni állomásra és az ST44 típusú, 607 pályaszámú mozdonyt hozzákapcsolták néhány szénszállító vagonhoz az állomáson hajnali két óra körül. A vonat ezután mintegy két órát várakozott egy mellékvágányon a fenyőerdőben Toruń és Włocławek közt, mielőtt elindult volna. Roschek vonatát nem tartalmazták a vasút menetrendjei. Akárcsak más hasonló szerelvények esetében, ez a vonat is csak azután indulhatott útnak, miután a vasúti jelzőlámpa szabad utat mutatott neki.

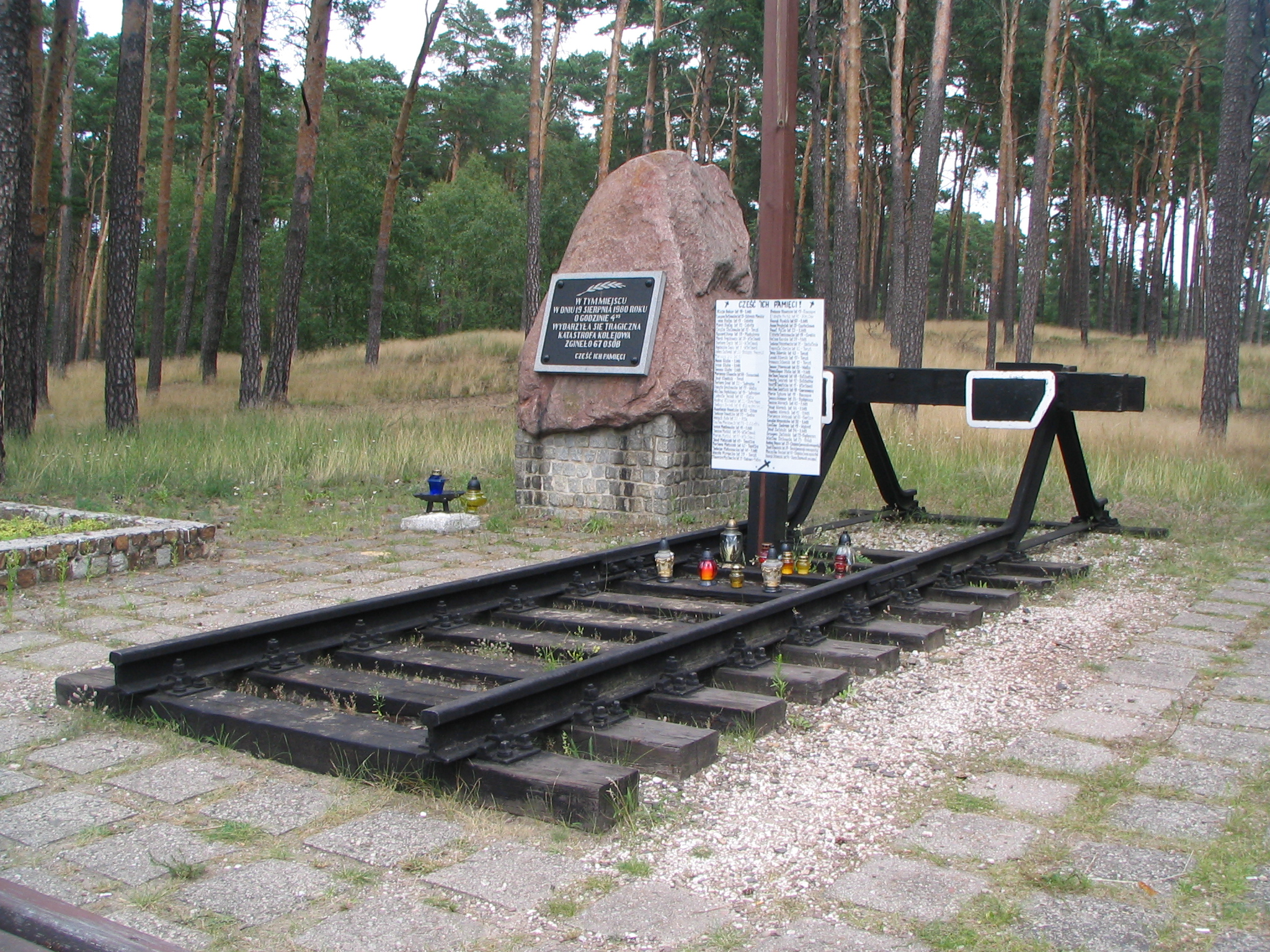
A vasúti katasztrófa emlékműve Otłoczyn közelében

### A személyvonat
Még ugyanezen az éjszakán a menetrend szerint 3:37-kor induló 5130-as számú helyi vonat Torun főpályaudvar felől Łódź Kaliska pályaudvar felé indult volna a menetrend szerint. A személyszállító vonatot Gerard Przyjemski mozdonyvezető vezette. A vonatot az SP45-160-as jelzésű mozdony húzta és öt személykocsi volt rákapcsolva. A vonat néhány perces késéssel indult csak el, mivel meg kellett várnia a tengerpart irányából, Kołobrzeg felől érkező vonatot. A kołobrzegi vonat két kocsija tele volt a vakációjukról hazatérő gyermekekkel. Ezeket a kocsikat még rákapcsolták a Łódź Kaliska pályaudvar felé induló vonatra. Az 5130-as számú mozdony 4:19 perckor indult el Torun pályaudvarról, közel egyórás késéssel az eredeti menetrendhez képest. A vonat gyorsan elérte az óránkénti 88 kilométer per órás sebességet.

## A baleset
Bár a vasúti jelzőberendezés nem mutatott szabad jelzést, a Roschek által vezetett tehervonat elindult 4:20 körül Torun irányában. A későbbi vizsgálatok nem derítettek fényt arra, hogy a mozdonyvezető a tilos jelzés ellenére miért döntött úgy, hogy mégis elindul szállítmányával. Roschek szerelvénye rossz vágányon haladt, pontosan azon, amelyen a Torun pályaudvarról Łódź Kaliska pályaudvar felé útnak indult vonat éppen felvette az utazósebességet. A vizsgálat megállapította, hogy a toruni vasútállomás központjában senki sem tudott a pályán haladó 11599-es számú tehervonatról. Néhány perccel később mind Otłoczyn, mind pedig Brzoza Toruńska vasúti személyzete rájött, hogy a tehervonat rossz helyen van, de ekkorra már túl késő volt. Mindkét vonatot dízelmozdonyok húzták, ám egyik vonaton sem volt rádiós összeköttetés a vasúti irányítókkal. Brzoza Toruńska közelében a két mozdonyvezető észrevette a másikat. A reggeli köd rontotta a belátható pályatest hosszát és emiatt csak mintegy 150 méteres távolságból váltak egymásnak láthatóvá a vonatok. Feltehetően Roschek reagált először és meghúzta a vészféket. Ekkor valószínűleg már tudta, hogy rossz vágányon halad, de a várható ütközés ellenére nem ugrott ki a vonatból. Testét később megtalálták a mozdonyban. A személyvonat vezetője, Przyjemski kicsit később fékezett és azonnal megpróbált kiugrani a mozdonyból. A vonatok egymásnak ütköztek és a személyvonat vezetője azáltal élte túl a balesetet, hogy az ütközéskor épp a mozdony egyik szűk folyosóján járt. A későbbi vizsgálatok megállapították, hogy nem lett volna lehetséges a vonatok megállítása és az ütközés elkerülése ilyen kis távolságon az adott körülmények mellett. A vonatok 4:30 perckor ütköztek össze. A tehervonat 33 km/h, míg a személyszállító vonat 85 km/h sebességgel haladt az ütközéskor.

## Az áldozatok
A helyszínre érő első újságírók között volt Zbigniew Juchniewicz is, aki a toruńi Nowosci helyi lapnak dolgozott. Ő így írt a baleset helyszínéről.
"A helyszín, ahol a vonatok egymásba rohantak olyan, mint egy rémálom. Holttestek fekszenek mindenütt- a mozdonyok tetején, a kocsikban és a homokon. Mindenfelé segélykérések, kiáltozások és sírás hallatszik. A helyszínen vannak orvosok, mentőápolók, rendőrök és katonák. A helyszínt vékony üzemanyagréteg borítja, amely a mozdonyokból ömlött ki. Akár a legkisebb szikra is robbanást okozhat, amely súlyosbíthatja a helyzetet. Ezen körülmények között puszta kézzel és kéziszerszámokkal dolgoznak a mentőalakulatok. A sérülteket elszállítják távolabbra a mentőautókhoz, melyek a közeli úton parkolnak. A személyszállító vonatnak hét kocsija volt, melyek közül egy teljesen összeroncsolódott. Reggel nyolc óra előtt már egy halom holttest van a fenyves mellett. A katonák és a rendőrök megpróbálnak még több holttestet összegyűjteni, melyek közül sok súlyosan roncsolódott, ezért még a legkeményebbek sem tudnak sokáig a helyszínen maradni. Ők hánynak és megpróbálnak nem odanézni."

### Az áldozatok névsora
A nevek mögött az életkoruk, utána a pedig a lakhelyük áll.
| - Alicja Bekier, 18 – Łódź - Lucyna Bętkowska, 25 – Ustronie Morskie - Anna Białas, 17 – Sobota - Marek Białas, 20 – Sobota - Cecylia Chełkowska, 72 – Toruń - Ryszard Durys, 28 – Międzyborze - Marek Frąckiewicz, 28 – Włocławek - Barbara Gasis, 33 – Włocławek - Agnieszka Gasis, 7 – Włocławek - Adam Gniterak, 33 – Biskupiec Pomorski - Marzenna Golis, 17 – Antoniew - Anna Gluba – Łódź - Irena Gluba – Łódź - Tomasz Gluba – Łódź - Marianna Głowacka, 68 – Szczecinek - Józef Głowiński – Toruń - Barbara Grad, 22 – Jędrzejów - Danuta Grochocka, 17 – Wałcz - Wiesław Hajdukiewicz, 19 – Jędrzejewo - Ludmiła Janiak, 40 – Kępice - Andrzej Klisiewicz, 22 – Chrostowa - Tadeusz Kociak, 15 – Aleksandrów Łódzki - Anastazja Kowalska, 63 – Sitno - Jadwiga Kowalska, 55 – Grabie - Wojciech Kula, 33 – Piła - Czesław Maciejewski, 54 – Bełchatów - Iwona Mańkowska, 16 – Łódź - Janina Markiel, 56 – Włocławek - Marian Markiel, 55 – Włocławek - Józef Matusiak, 45 – Topólka - Barbara Matusiak, 42 – Topólka - Jadwiga Matuszewska, 41 – Łódź - Wanda Murawska, 39 – Toruń - Sławomira Mysłowska, 21 – Rakowo-Łobez | - Bożena Niewinna, 17 – Rzeczyca - Elżbieta Postek, 80 – Wrocław - Henryk Pisalski, 67 – Łódź - Anna Przybylak, 25 – Częstochowa - Paweł Pułko, 23 – Łódź - Elżbieta Raniszewska, 18 – Grabie - Halina Reszka, 39 – Łódź - Jadwiga Rożniatowska, 21 – Zachełmże - Bogumiła Sikorska, 42 – Toruń - Jerzy Sikorski, 43 – Toruń - Leszek Sikorski, 17 – Toruń - Ireneusz Sikorski, 13 – Toruń - Janusz Starościak, 23 – Wałcz - Stanisława Stola, 36 – Łódź - Wacława Święciak, lat 48 – Bełchatów - Danuta Święciak, 12 – Bełchatów - Violetta Świętlicka, 15 – Włocławek - Wiesław Świętlicki, 18 – Czarnowęsy - Maria Tybura, 17 – Rzeczyca - Janusz Wagner, 24 – Bydgoszcz - Janina Worach, 43 – Łódź - Józef Worach, 44 – Łódź - Bogdan Worach, 12 – Łódź - Marianna Woźniak, 60 – Karlino - Cecylia Wrzesińska, 50 – Łódź - Czesław Zadroga, 19 – Wykrot - Józef Zieliński, 54 – Łódź - Grzegorz Zieliński, 29 – Bydgoszcz - Wiesław Żbikowski, 24 – Osiek - Andrzej Bogusz, 23 – Chojnice - Józef Głowiński, 28 – Toruń - Mieczysław Roschek, 43 – Chojnice - Henryk Różański, 54 – Sierpc |

## Fordítás
Ez a szócikk részben vagy egészben  az   Otłoczyn railway accident című angol Wikipédia-szócikk ezen változatának fordításán alapul.  Az eredeti cikk szerkesztőit annak laptörténete sorolja fel. Ez a jelzés csupán a megfogalmazás eredetét és a szerzői jogokat jelzi, nem szolgál a cikkben szereplő információk forrásmegjelöléseként.